# 三氯乙酸
三氯乙酸（英語：Trichloroethanoic acid，简称TCA或TCAA），也称为三氯醋酸（英語：Trichloroacetic acid），是乙酸的类似物，其中乙酸的甲基的三个氢原子全部被氯原子取代。三氯乙酸的盐和酯称为三氯乙酸盐或三氯醋酸盐（trichloroacetates）。三氯乙酸为无色固体，其化学式为CCl3COOH。受氯的吸电子效应的影响，三氯乙酸的酸性比乙酸更强。它由乙酸与氯在碘催化下反应制得：
CH3COOH + 3Cl2 → CCl3COOH + 3HCl
水合三氯乙醛氧化亦可得到三氯乙酸。
三氯乙酸主要用作有机合成、医药、杀虫剂和化学试剂制取的中间体，也用作高分子化合物（如蛋白质、DNA、RNA）的沉淀剂。
三氯乙酸经还原得到二氯乙酸，具潜在的致癌效果。